# Cottica

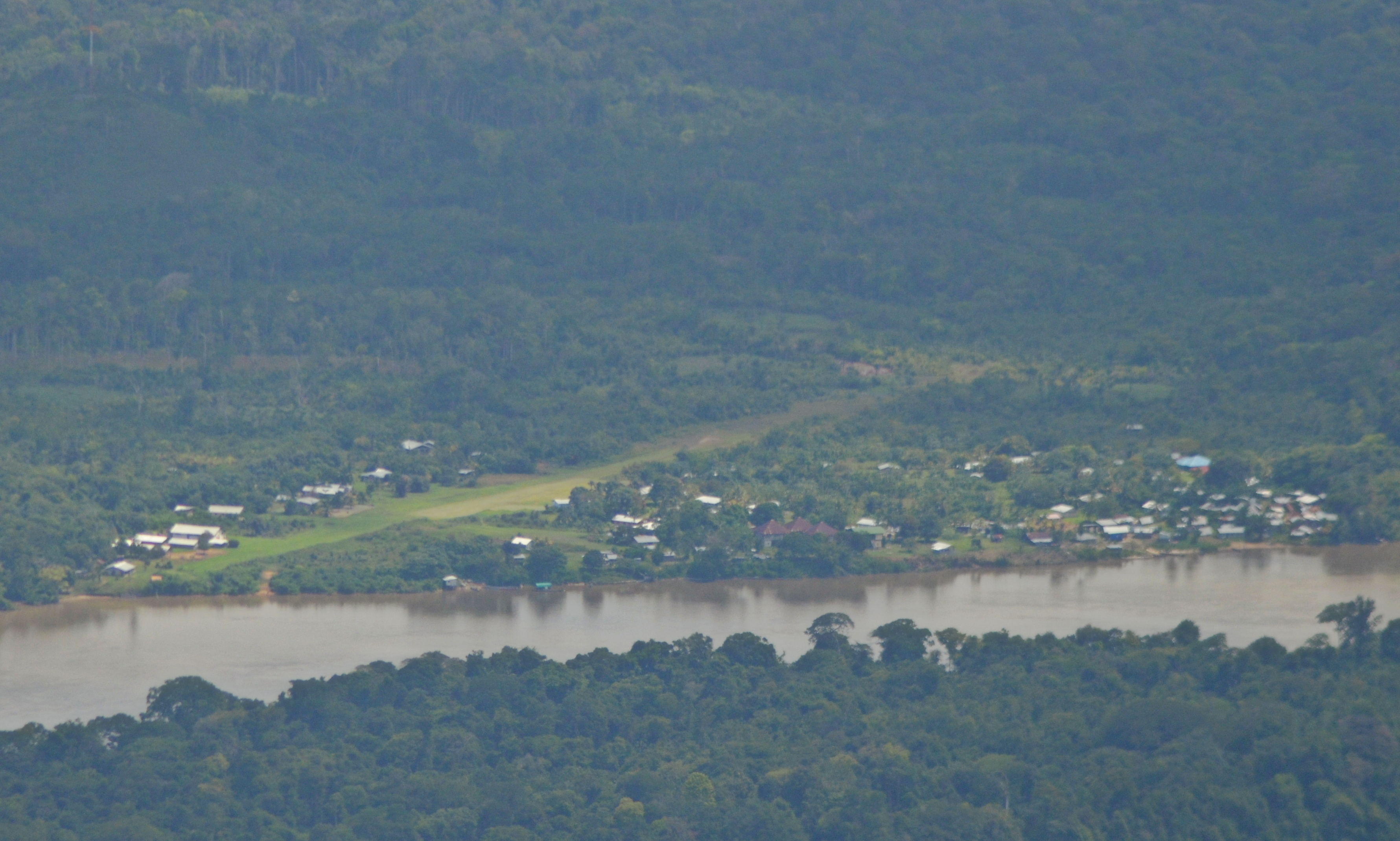
Cottica

Cottica (Dorp Cottica o Cotticadorp) es una localidad de origen negro cimarrón en Surinam. Se encuentra en el distrito de Sipaliwini, a 104 metros por encima del nivel del mar.
Cottica está sobre la frontera este de Surinam con la Guayana Francesa. El río Marowijne atraviesa la población.
Es fronterizo con la Guayana Francesa.

## Historia

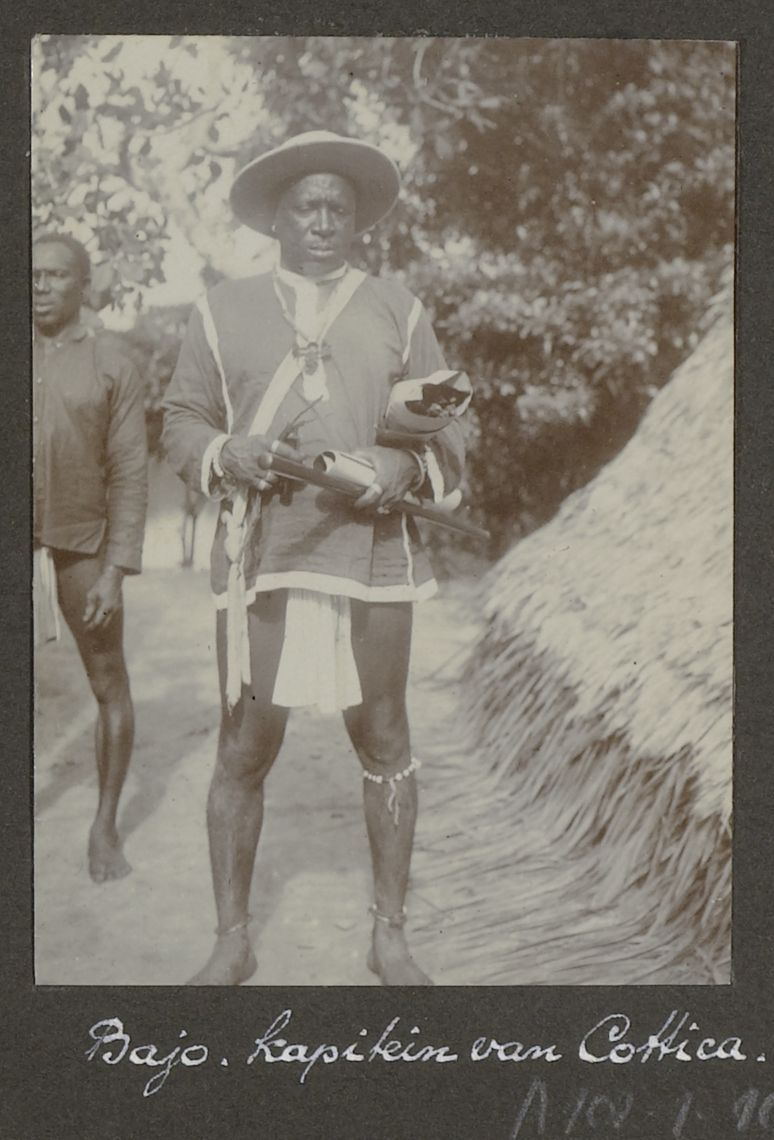
Capitán Bayo (~1903)

Durante el siglo XVIII, el pueblo Aluku se asentó en Cottica. Boni se convirtió en un líder importante y realizó redadas contra las plantaciones holandesas. La guerra intermitente resultante con la milicia, el ejército y los mercenarios holandeses, entre 1768 y 1793, hizo que muchos aluku buscaran refugio en Papaïchton y otros pueblos en el lado francés del río Marowijne. En 25 de mayo de 1891, el pueblo aluku opta por la ciudadanía francesa.
El pueblo de Cottica fue reasentado en 1902, y es el único asentamiento en Surinam. El pueblo no está bajo la autoridad de  granman de los Aluku. El Capitán Bayo, quien era el jefe en el momento de la fundación, pidió permiso al gobierno de Surinam para ser instalado oficialmente. Op 21 de abril de 1903, hubo una reunión oficial con el gobernador. Bayo insistió en que su abuelo era Ochi de los aluku y no Oseyse del Ndyuka. Esto resultó en un punto muerto que duró hasta 1938, cuando el Capitán Nasinengee fue nombrado oficialmente jefe de la aldea.
La vista desde el pueblo está dominada por la Cottica Mountain, que se eleva a una altitud de 744 metros.